# Jindřich III. Bílý

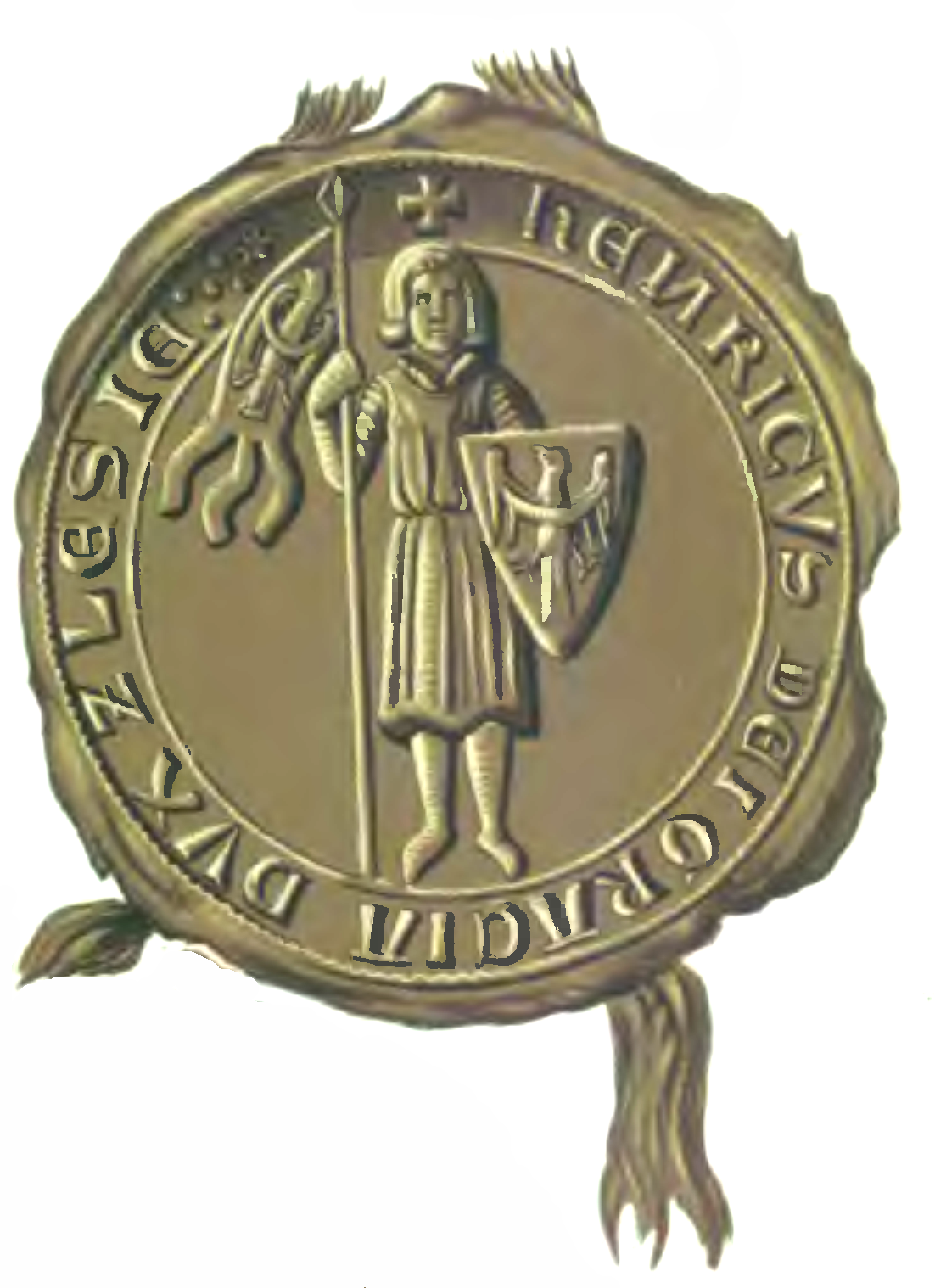
Pečeť Jindřicha III. Bílého

Jindřich III. Bílý (1227/30 – 3. prosince 1266) byl vratislavský kníže ze slezské linie Piastovců.

## Život
Jindřich byl třetím z pěti synů Přemyslovny Anny, dcery Přemysla Otakara I., a Jindřicha II. Pobožného. Jindřichův otec zemřel roku 1241 v bitvě u Lehnice a většina z jeho dětí byla nedospělá. Pravděpodobně roku 1242 se ujal vlády nad Slezskem nejstarší syn Boleslav Rogatka. Spoluvládcem určil bratra Jindřicha a předal mu Lehnici. Poté vyměnil svoji Vratislav za Jindřichovu Lehnici a Jindřich sliboval dalšímu z bratrů – Konrádovi, že svou část dědictví po otci získá od Rogatky. Rogatka roku 1249 zaútočil na Vratislav, obléhání města bylo neúspěšné a lehnická šlechta svého pána dokonce zajala. Konrád se spojil s Piastovci z Velkopolska, získal Hlohov a zajal Jindřicha III. Bratrské bojůvky byly ukončeny v polovině 50. let rozdělením Dolního Slezska na lehnické, hlohovské a vratislavské knížectví za české asistence. Nejmladší bratr Vladislav se stal okolo roku 1256 proboštem vyšehradským.
Jindřich III. byl častým hostem na přemyslovském dvoře a roku 1260 byl svědkem tragické bitvy u Stožce, kde uherské oddíly nemilosrdně pobily výkvět rakouské šlechty. Poté odsvědčil předání Raabsu Vokovi z Rožmberka a spolu se svými vojáky se zúčastnil 12. července bitvy u Kressenbrunnu i Přemyslovy korunovace o rok později. Jako blízký přemyslovský spojenec se oženil s dcerou sasko-lauenburského vévody Albrechta I. Helenou.
Zemřel náhle 3. prosince 1266 a je pohřbený společně se svou matkou v kostele sv. Kláry ve Vratislavi.